# Аоба (тежък крайцер, 1926)
Аоба (на японски: 青葉 重巡洋艦) е тежък крайцер на Императорските ВМС на Япония, главен кораб на типа „Аоба“.
Има активно участие в бойните действия на Тихоокеанския театър на военните действия през Втората световна война в периода 1941 – 1944 г. Потопен е от американската авиация на 28 юли 1945 г. в Куре.

## Строителство
Построяването на корабите от този тип е свързана с реализацията на „Новата корабостроителна програма по замяна на корабите според условията на Вашингтонския договор от 1923 г.“. През 1922 г. е прието решението да се построят шест нови тежки крайцера. Четири от тях са класически пример за крайцерите „вашингтонски тип“ с водоизместимост 10 000 тона и 10 200-мм оръдия (бъдещият тип Миоко). Два трябва да имат характеристики, близки до вече строящите се два крайцера от типа Фурутака, в перспектива да съставят с тях съединение от четири еднородни кораба. Крайцерите получават условното название „крайцери от среден тип“. Бъдещият Аоба се счита за втори по време на залагане в серията, за това и в документите се числи като „крайцер среден тип №2“ или „крайцер клас А №4“. Поръчката за строителство е дадена през юни 1923 г., а самият кораб е заложен в корабостроителницата на „Мицубиши“ в Нагазаки на 18 септември 1923 г. Корабът по традиция получава название по името на планината Аобасан в префектура Мияги. Името се използва в японския флот за първи път. Оценената стойност на крайцера е 15 милиона йени.
Първоначално крайцерът трябва да бъде поредният кораб от типа Фурутака, но на етапа на проектирането, по инициатива на Морския генерален щаб, в него са внесени съществени изменения, довели до това, че новата двойка тежки крайцери се води отделен тип. Най-сериозни са измененията във въоръжението: вместо еднооръдейни кули на главния калибър са поставени двуоръдейни, поставени са и по-мощни зенитни оръдия. Изменени са размерите на комините и надстройките, предвидено е поставянето на катапулт. В резултат при новите кораби са значително надвишени всички нормални предели на претоварване, а пълната водоизместимост превишава 9800 тона. Увеличава се газенето и съответно се намалява височината на надводния борд, намалява се скоростта и далечината на плаване. Значително се влошава и устойчивостта на кораба.

## Въоръжение

### Артилерийско въоръжение
Главният калибър се състои от шест 200-мм оръдия с дължина на ствола 50 калибра тип 3, поместени в три двуоръдейни кули модел „С“. Оръдейните установки, приети на въоръжение през 1926 г., имат ъгъл на възвишение 40°, което осигурява далечина на стрелба от 26 километра. Поставянето на масивните двуоръдейни кули вместо еднооръдейните „полукули“ модел „А“ позволява да се увеличи далечината на стрелба, повишава скорострелността, намалява умората на прислугата, особено работещата за подаването на боезапаса, прави самото подаване по-надеждно и защитено. Но в същото време това води до значително увеличение на теглото почти със 126 тона. Освен това двуоръдейните кули се оказват прекалено големи за тези крайцери – след изпитателните стрелби корпусът и палубата около кърмовата кула трябва да се укрепват.
Замяната на артилерията на главния калибър е една от главните задачи на модернизациите в периода 1938 – 40 г. На Аоба са поставени нови 203,2-мм оръдия тип 2 №1 с максимален ъгъл на възвишение от 40 градуса и далечина на стрелбата почти 29 километра. Вече крайцерът може да използва и по-тежките и ефективни „гмуркащи се“ снаряди от тип 91.
През октомври 1942 г. една от кулите е напълно разрушена в боя при нос Есперанс, а тъй като няма с какво да се замени, то тя е временно демонтирана, а отворът в палубата е покрит с 25-мм стоманена плоча. В крайна сметка към февруари 1943 г. броят на оръдията на главния калибър се съкращава до четири. Кулата е ремонтирана и върната на нейното място по време на следващия ремонт на крайцера, през есента на 1943 г.

### Зенитно въоръжение
Средният калибър, основната задача на който е ПВО на кораба, се състои от четири 120-мм артилерийски оръдия „тип 10“ с дължина на ствола 45 калибра, във флота едва от 1926 г. Те са поставени в еднооръдейни установки модел „В“ без щитове с ръчно обслужване. През 1930 г. установките модел „В“ са заменени с установки с щит и електрохидравлично задвижване модел „В“, за които са направени неголеми спонсони. В хода на модернизацията 1938 – 40 г. не успяват да поставят по-съвършените сдвоени 127-мм установки поради прекомерно голямото им тегло и габарити. За това на Аоба са оставени 120-мм оръдия и заменят само системата за управление на артилерийския огън.
За близка защита от самолети на мостика има две 7,7-мм картечници Люис, които се внасят от Англия и са приети на въоръжение през 1925 г. Тези картечници са прекалено тежки и ненадеждни. Като цяло зенитното въоръжение на кораба е явно недостатъчно, което е характерно за всички японски военни кораби, построени през 1920-те г. През 1932 г. отстрани на носовата надстройка са изградени спонсони за две четирицевни установки за 13,2-мм картечници Хочкис на подставки с ръчно обслужване, които в Япония се наричат 13-мм картечници тип 93.
В хода на модернизацията 1938 – 40 г. около втория комин са поставени четири сдвоени 25-мм автоматични оръдия тип 96, а вместо четирицевните установки за 13-мм картечници са поставени сдвоени. По време на ремонта на кораба, в края на 1942 и началото на 1943 г., са поставени две трицевни 25-мм установки (една вместо кулата от ГК №3, втора вместо 13-мм картечници. В крайна сметка общият брой на 25-мм оръдия достига 14 единици.
Когато Аоба е повреден за пореден път, по време на ремонта в Куре, кулата на ГК е върната на мястото ѝ и трицевната установка с 25-мм оръдия е демонтирана. За да се компенсира отслабването на зенитната артилерия в района на гротмачтата са поставени две сдвоени установки от същия калибър. Но най-радикалното усилване на зенитното въоръжение е направено през юни 1944 г., когато по време на ремонта в Сингапур корабът получава две трицевни 25-мм установки: на носовата надстройка и на кърмата. Към този момент японското командване активно насища всички кораби с тези автомати, за това по целия кораб са сложени още 15 единични установки. Те не получават каквито и да е системи за управление на огъня, за това и тяхната бойна ценност е ниска, но номинално в средата на 1944 г. броят на тези оръдия достига 36 единици. Намирайки се в Куре в края на войната, корабът фактически се използва като плаваща батарея за ПВО, за това на него са допълнително поставени още четири сдвоени 25-мм оръдия.

### Торпедно въоръжение
Макар първоначално опасното торпедно въоръжение за крайцерите от тип „А“ да не се предвижда, то все пак е поставено. Морският генерален щаб планира, че нощните битки с масирано използване на торпедно оръжие ще станат един от основните видове бой. За това въоръжаването на крайцерите с торпеда става задължително условие. На Аоба са поставени направо шест двутръбни неподвижни торпедни апарата Тип 12. Общият брой на торпедата достига 24 единици от Тип 8 г. №2 с калибър 610-мм.
По време на модернизацията 1938 – 40 г. торпедните апарати Тип 12 са заменени с два четиритръбни подвижни апарата с щитове на горната палуба отстрани на катапулта. От 1940 г. тези крайцери носят по 16 торпеда Тип 93: 8 се намират в ТА, а останалите по 4 побордно – в затворени стелажи пред апаратите на колелца, което позволява бързо да се извършва презареждането.

### Авиационно въоръжение
Тъй като крайцерите от типа „А“ са предназначени най-вече за разузнавателни цели, то, по искане на МГЩ, поставянето на авиационен катапулт е напълно логично. Първоначално корабът влиза в строй без него, но още през 1929 г. получава катапулт тип Куре №1, работещ със сгъстен въздух. През 1929 г. и двата крайцера получават хидросамолети Йокосука K1Y, които остават до края на 1931 г. След година крайцерите получават хидросамолети Накаджима E2N.
По време на модернизацията е поставен нов барутен катапулт тип Куре №2 модел 5. Авиацията на крайцера е представена от два разузнавателни хидросамолета Каваниши E7К и Накаджима Е8N: един на катапулта, другият – на платформа зад триногата гротмачта, която получава и по-мощен кран. От ноември 1940 г. до септември 1941 г. корабите временно носят по един самолет от тези типове.
В течение на лятото и есента на 1942 г. хидросамолетите Каваниши E7К на Аоба са сменени с разузнавачите Аичи Е13А1. След ремонта през февруари 1943 г. крайцерът вместо един от двата Е13А, получава един коректировчик Мицубиши F1M2. Тези самолети той носи до април 1943 г., когато отново е повреден. След ремонта, от ноември 1943 г. и до декември 1944 г., когато е разоръжен в Куре, той носи 1 – 2 коректировчика F1M. От декември крайцерът няма самолети.

## История на службата

### Довоенен период
След влизането си в строй Аоба е приписан към морския окръг Йокосука, но още през 1932 г. е преведен в окръг Куре, към който са приписани до изключването им от списъците на флота. Крайцерът, заедно с еднотипния „Кинугаса“ действат в състава на 5-та дивизия крайцери. В течение на 1932 г. корабът се намира в резерв. През май 1933 г. крайцерът е преведен в състава на 6-та дивизия крайцери, ставайки неин флагмански кораб (през 1936 г. временно се числи в състава на 7-а дивизия крайцери). От 1 декември 1936 г. Аоба е отново въведен в резерв, в който трябва да се намира до началото на модернизацията през лятото на 1937 г. Но разрастващият се конфликт с Китай отлага началото на модернизацията и крайцерът е използван за превозване на войски в района на бойните действия. На 1 септември 1937 г. корабът отново изваден в резерва. Първоначално модернизация на тежките крайцери тип Фурутака и Аоба не се предвижда, тъй като съгласно новата 10-годишна корабостроителна програма за 1937 – 45 г. е предвидено изваждането им от състава на флота при достигане на пределната 20-годишна възраст и построяването вместо тях на шест нови кораба. Но поради претовареността на корабостроителниците, през 1936 г. все пак е решено да се проведе тяхната модернизация.
Модернизацията включва в себе си преди всичко стандартизация и подобряване на въоръженията (основното, зенитното, торпедното и авиационното), поставянето на по-съвършена система за управление. Заменени са са с работещи на нефт котлите със смесено отопление, което позволява да се увеличи далечината на хода (8000 км при скорост 12 възела). При модернизацията водоизместимостта на кораба се увеличава, но благодарение на поставянето на нови були с по-голям размер, устойчивостта на кораба е подобрена.
С края на модернизацията, на 15 ноември 1940 г., крайцерът Аоба влиза в състава на 6-та дивизия като флагмански кораб. Заедно с крайцера „Како“ той съставя 1-ви отряд на дивизията. До края на октомври 1941 г. крайцерът участва в тренировки във водите на метрополията. На 30 ноември 1941 г. 6-та дивизия се насочва за островите Бонин. Аоба е флагмански кораб на контраадмирал Аритомо Гото.

### Начало на войната в Тихия океан
6-та дивизия, базирайки се на Бонинските острови, трябва да прикрива операциите против американската база на остров Гуам. Съединението още на 4 декември излиза в морето, но слабо укрепеният Гуам е превзет още на 10 декември без намесата на тежките кораби. На 12 декември крайцерите пристигат в базата на атола Трук. Но превземането на другата американска база в Тихия океан – остров Уейк от първия опит е неуспешно. Поради заплахата от ответни мерки от страна на американското командване, към повторната атака над острова са привлечени значителни сили на японския флот. 6-та дивизия крайцери излиза в морето на 13 декември 1941 г., осъществявайки прикритието на операцията, и се връща в базата едва на 10 януари 1942 г., след превземането на острова.
След това епицентърът на бойните действия се премества югозападно, където са задействани почти всички японски тежки крайцери. Но най-слабите, крайцерите на 6-та ескадра, са оставени на Трук. През януари 1942 г. Аоба заедно с другите крайцери от дивизията прикриват стоварването на японските десанти в Рабаул и Кавиенг. На 21 януари, в хода на операцията, крайцерът спасява от водата екипажа на австралийска летяща лодка, свалена четири дни по-рано от японските палубни самолети на самолетоносача Шокаку. След това, през март 1942 г., 6-та дивизия отново пристига в Рабаул. Базирайки се там, японските крайцери (6-та и 18-та дивизии) прикриват десантите на източното крайбрежие на Нова Гвинея (в Лае и Саламуа), островите Бугенвил, Шортланд и Манус.
Следващ етап на японското настъпление в този район става операцията за превземане на Порт Морсби. Крайцерите на 6-та дивизия, заедно с лекия самолетоносач Шохо, влизат в състава на групата за Прикритие на оперативното Съединение „Мо“. В началото на май съединението се насочва към Коралово море. Срещу тях излизат две оперативни съединения (Task Force) на американския флот (11-то и 17-то). Срещата на противниците води до сражението в Коралово море. Сутринта съединението за прикритие е атакувано от американската авиация от самолетоносачите „Лексингтън“ (USS Lexington (CV-2)) и „Йорктаун“ (USS Yorktown (CV-5)). Корабите на 6-та дивизия, със своето слабо зенитно въоръжение, не могат да окажат сериозно противодействие и да попречат на потопяването на самолетоносача Шохо (свалени са едва 3 от 93 самолета). Самите крайцери не получават повреди само заради това, че всички самолети се съсредоточават за атаки над самолетоносача. Резултата от сражението е отказът от превземане на Порт Морсби. На 16 май крайцерът Аоба се връща на Трук, а след това плава до метрополията за провеждането на планов ремонт. Ремонтът и докуването са от 22 май до 16 юни.

### Кампания при Соломоновите острови
След ремонта в Япония Аоба се връща в югозападния район, базирайки се в Рабаул. 6-та дивизия влиза в състава на сформирания 8-ми флот под командването на вицеадмирал Микава. След получаване на съобщенията за десанта на американците на остров Гуадалканал, основните сили на 8-ми флот (5 тежки крайцера, 2 леки крайцера и разрушител) излизат в морето. В нощта на 9 август съединението на Микава атакува съюзния флот, разположен северно от Гудалканал. Крайцерът Аоба изиграва голяма роля в боя при остров Саво. Хидросамолетите на крайцера на два пъти (сутринта и през деня на 8 август) провеждат успешно разузнаване на вражеското 62-ро оперативно съединение (6 тежки и 2 леки крайцера и 15 разрушителя), своевременно определяйки разделението на силите на противника. През нощта японските крайцери, построени в килватерна колона, последователно атакуват на две групи съюзните кораби. Аоба, бидейки флагман на 6 дивизия, се движи втори след тежкия крайцер „Чокай“.
Първа е подложена на атака южната група съюзни кораби. За 6 минути са тежко повредени тежките крайцери „Чикаго“ (USS Chicago (CA-29)) и „Канбера“ (HMAS Canberra (I85)). На този етап от боя Аоба не получава попадения. След това е атакувана северната група. Този път боят е по-ожесточен, тъй като американските крайцери (Астория, Винсенс, Куинси) успяват да открият ответен огън. В торпеден апарат на левия борд на крайцера попада снаряд неустановен калибър, предизвиквайки пожар. Но, тъй като от 16 торпеда 13 вече са изстреляни, сериозните повреди са избегнати. За времето на боя Аоба изстрелва по противника 182 снаряда, а също и 13 торпеда. Невъзможно е точно да се определи какви именно кораби са поразени от неговите оръдия и апарати, но съдейки по характера на боя, попадения има във всички кораби на противника. Японският крайцер няма загуби, с изключение екипажа на разузнавателен самолет, който не се връща от поредното задание.
Независимо от успеха в морското сражение, американците успешно се закрепят на Гуадалканал и борбата за него приема позиционен характер. Крайцерите на 6-та дивизия (без потопения по-рано крайцер „Како“) влизат в състава на Групата за прикритие на съединенията на Южните морета. В края на август 1942 г. те участват в боя при източните Соломонови острови, но не влизат в боен контакт с противника. Само хидросамолетите на крайцерите (в т.ч. и Аоба) извършват нападение над аеродрума Хендерсън.
През целия септември крайцерът се намира в района на островите Шортланд, прикривайки операциите по снабдяването на гарнизона на Гуадалканал. По-голямата част от подкрепленията пристигат на разрушители (т.нар. Токийски експрес), което не позволява да се прехвърли на острова тежко въоръжение. В началото на октомври японското командване планира операция за доставката на тежко въоръжение с транспортни съдове. Неутрализацията на американската авиация трябва да се осъществи с дневни атаки на собствената авиация и нощен обстрел от крайцерите на 6-та дивизия. Проведената операция в нощта на 11 октомври води до боя при нос Есперанс, по време на който ударната група японски крайцери е неочаквано атакувана от 64-то оперативно съединение на американския флот (2 тежки крайцера, 2 леки крайцера и 5 разрушителя).
Японското съединение начело с Аоба под общото командване на контраадмирал Гото, не подозирайки за присъствието на американските кораби, веднага се оказва под съсредоточения огън на противника. Още повече че веднага след първите залпове адмиралът, заблуждавайки се, че се намира под огъня на собствените си кораби, заповядва да поемат обратен курс, движейки се надлъжно на вражеския строй по този начин. Крайцерът Аоба получава множество попадения от 155-мм и 203-мм снаряди. Един от първите снаряди детонира на мостика на флагмана и смъртоносно ранява контраадмирал Гото (той умира на следващия ден). Командването приема началник-щаба, капитан 1-ви ранг, Кикунори Киджима. Всичко за 25 минути на боя крайцерът получава, по различни данни, до 40 попадения. Убити са 8 офицера и 71 матроса. Кулите на главния калибър №2 и №3 са изведени от строй, като третата кула изгаря напълно. Унищожени са почти всички системи за управление на артилерийския огън, няколко зенитни оръдия и прожектори, катапултът. Надстройките на кораба получават повреди. Въпреки това в утрото на 12 октомври крайцерът, в съпровождение на Кинугаса, успява да се добере до остров Шортланд и вечерта на следващия ден отплава за Трук. На 15 октомври за оглед на повредите по кораба пристига командващият японския флот Исороку Ямамото. На 18 октомври Аоба отплава за Куре, където пристига за ремонт и модификация на 22 октомври. Ремонтът на кораба продължава до 15 февруари 1943 г. На крайцера временно е демонтирана 3-та кула на главния калибър, усилено е зенитното въоръжение, поставена е нова мачта. Корабът получава нови хидросамолети.

### Кампания през 1943 г.
На 15 февруари завършилият своя ремонт крайцер е причислен към Осми флот и отплава за Трук, а след това за Рабаул. На 4 март Аоба пристига в Кавиенг. След месец, на 3 април, намиращият се на швартова стоянка крайцер около 14:30 е атакуван от самолети В-25 от състава на 43-та бомбардировъчна група на 5-то въздушно съединение. По време на атаката пилотите използват новия метод на топ-мачтовото бомбомятане, постигайки няколко близки разрива и едно попадение от 227-кг бомба в десния борд зад гротмачтата на Аоба. В торпеден апарат №1 се взривяват двете бойни глави на торпедата тип 93, което предизвиква пожар в машинното отделение №2. В кърмовата част се образува 3-метрова пробойна. Пожарът е потушен към 15:20 с помощта на разрушителя Хацудзуки. Дадена е заповед да се отбуксира крайцерът в Трук, но независимо от изпомпването на водата, наводняването на кърмовата част продължава толкова бързо, че Аоба в 19:35 трябва спешно да бъде завлечен на плитчина и оставен с крен 6 градуса. На следващия ден ремонтната база Ямабико Мару започва изпомпване на водата и поправка на пробойната. На 20 април Аоба изплува, на следващия ден е взет на буксир от крайцера Сендай и на 25 април е заведен до Трук. Там с помощта на ремонтния съд Акаши на него е направен временен ремонт, завършил на 25 юли, след което крайцерът на свой ход отплава за Куре за основен ремонт.
Има няколко варианта за последваща съдба на повредения крайцер. Първият от тях предвижда преправянето на Аоба в „авионосен крайцер“ със съхраняване на кули №1 и №2 и поместване на мястото на кърмовата на 6 хидросамолета. Съществува и план за преправянето му на ескадрен танкер със замяната на половината котелни и машинни отделения с горивни цистерни и намаляване на скоростта до 25 възела. Но в крайна сметка най-лесният и бърз вариант се оказва обикновен ремонт на кораба със запазването на неговото първоначално предназначение. Крайцерът пристига в Куре на 1 август и до 24 ноември 1943 г. на него се изпълняват ремонтните работи. За това време е ремонтирана и върната на нейното място кулата на ГК, разрушена по време на бой при нос Есперанс. Освен ремонта корабът получава радарната установка „Тип 21“, по-мощни прожектори. Тъй като ремонтът е непълен, скоростта на крайцера се снижава до 28 възела.

### Кампания през 1944 г.
С края на ремонта, Аоба на 25 ноември е прикрепен към Първи южен експедиционен флот (Флот на Югозападния район). На 24 декември той пристига в Сингапур, където престоява до 27 февруари 1944 г., понякога провеждайки учения на рейда Линг Роудз. От 3 до 9 януари той има рейс за превозването на войски в Пенанг, а от 23 до 27 януари рейс за Андаманските острови. На 25 февруари Аоба влиза в състава на 16-та дивизия крайцери, вместо тежкия крайцер Ашигара.
През март 1944 г. крайцерът участва в поредния рейд на японския флот в Индийския океан. Съединението е под командването на контраадмирал Н. Саконджу (тежките крайцери Тоне, Чикума и Аоба). На 9 март южно от Кокосовите острови е потопен британският параход Бехар. Но тъй като той успява да подаде предупредителен сигнал, операцията е отменена. На 25 март съединението се връща в Сингапур. В периода април – май 1944 г. крайцерът основно осъществява транспортни операции. На 23 април участва в спасяването на екипажа на разрушителя Амагири, загинал от магнитна мина на 23 април. В края на април той е пребазиран на Филипините.
През юни 1944 г. крайцерът на два пъти взема участие в неуспешния опит да се доставят подкрепления на остров Биак, който е подложен на атака от американския флот. Съединението на контраадмирал Н. Саконджу (Аоба, лекия крайцер Кину, 2 минни заградителя и 3 разрушителя) трябва да доставят 2500 души подкрепления от Филипините. Операцията се прикрива от съединение, състоящо се от линкора Фусо и 2 тежки крайцера. Но поради прекалено ранното им откриване, операцията е отменена от командването на Флота и корабите се връщат в базата. Вторият опит е осъществен само от разрушителите, а Аоба осъществява далечното прикритие на операцията, която също е неудачна. В хода на операцията крайцерът, на 6 юни, е атакуван от 11 американски бомбардировача B-24. Боят продължава почти час, в хода на което за отразяване на атаките е използвана артилерията на главния калибър. Корабът не получава повреди, но не успява да свали нито един вражески самолет. Японското командване не изоставя идеята да окаже помощ на Биак, планирайки да използва даже линкорите Ямато и Мусаши, но в средата на юни започват атаките над Марианските острови и флотът започва да се готви за генералното сражение.
Аоба не е задействан в тази операция и не участва в сражението при Марианските острови. Вместо това е насочен за Сингапур, където през юли крайцерът преминава докуване и модернизация. За пореден път е усилено зенитното въоръжение, поставен е новият радар „Тип 22“. След това корабът излиза на Линг Роудз, където престоява в готовност и учения до 21 октомври. На 11 октомври Аоба получава леки повреди (огънати са бордовите броневи плочи) при сблъсък с крайцера Кину.
Към това време започва нахлуването на американците на Филипините и всички боеспособни кораби са хвърлени в боя в хода на грандиозното морско сражение за Филипините. На 16-та дивизия крайцери, начело с Аоба, е отредена второстепенната роля за превоз на войски в Манила в качеството на транспортно съединение. На 21 октомври съединението отплава от Линг за Манила. На 23 октомври в 04:30 Аоба е торпилиран от подводницата SS-243 Брим. От шест изстреляни торпеда в крайцера попада едно. Попадението е в десния борд срещу „многострадалното“ носово машинно отделение №2, което е наводнено. Крайцерът получава крен 13 градуса, взет е на буксир от Кину и доведен в Манилския залив. По време на незабавния ремонт той, на 24 и 29 октомври, е подложен на атаки от палубната авиация на 38-мо оперативно съединение. След изпомпване на водата от наводнените отсеци и ремонт на единия от турбоагрегите, крайцерът успява да даде 5-възлов ход и на 5 ноември отплава от Манила в състава на конвой. Корабът представлява добра мишена за подводниците, но охраната на конвоя неутрализира всички опити да се атакува корабът от страна на американската лодка SS-310 Бетфиш. На следващия ден Аоба отново избягва попаденията, макар три американски лодки да пускат по конвоя общо 23 торпеда. На 12 декември 1944 г. крайцерът Аоба пристига в Куре.

### Гибел на кораба
Японските корабостроителници вече нямат възможности да осъществят бърз ремонт на голям кораб. Аоба на 28 февруари 1945 г. е прекласифициран в резервен кораб. Неговото леко зенитно въоръжение е за пореден път усилено след въздушните рейдове над Куре от 19 март. На 20 юни Аоба отново е прекласифициран в специален стражеви кораб, но швартован в корабостроителницата на флота в Куре, той се използва като зенитна плаваща батарея. По време на нападенията на самолетите на 38-мо оперативно съединение на 24 юли, крайцерът получава едно пряко попадение и няколко близки разрива. Бомба с тегло 227 кг попада в носовата част по левия борд и взривявайки се разрушава средната палуба и обшивката, след което водата наводнява четири отсека. Тежка бомба се взривява около машинно отделение №3, разрушавайки обшивката на корпуса на дължина около 10 метра. Около 22 часа корабът ляга на грунта в съседство с брега при военната корабостроителница на дълбочина около 7 метра, получавайки поради релефа на дъното крен на десния борд от 9 градуса.
В утрото на 28-ми, при атака на 10 самолета на същото съединение, седящият на грунта Аоба получава още едно пряко попадение от 227-кг бомба, която пронизва горната и средната палуби при основите на носовата надстройка при десния борд. В резултат е наводнено котелно отделение №1 и изчислителният пост под бронепалубата. През деня приблизително същият брой самолети постигат три преки попадения вдясно от гротмачтата.
В 16:00 при атака на високолетящи бомбардировачи В-24 на 7-мо въздушно съединение Аоба отново е поразен от бомби. Най-малко три 227-кг уцелват кърмата, зад кула на ГК №3, напречно на корпуса, разчупвайки го така, че се отделя кърмата. Командирът на кораба заповядва да се напусне крайцера. В последващите дни започва демонтаж на леснодостъпното и незалято от водата въоръжение и оборудване.
| „ | Отчет на капитана на кораба пред американска комисия. Повреди, причинени на крайцера „Аоба“ в резултат на бомбени попадения 1. Попадения. 24 юли: 1 пряко попадение, 1 близък разрив 28 юли: 8 преки попадения, много близки разриви 2. Текущо състояние на кораба. Вследствие тежките повреди, причинени на корпуса на кораба от многобройни преки попадения и близки разриви на бомби, корабът приема много вода и ляга на грунта. Кърмовата част на корпуса на кораба се отчупва. 3. Размери на спасителните работи. Цялото леснодостъпно и ннзалято от водата въоръжение и оборудване е свалено от кораба и корабът е изоставен. 4. Подробности от нападенията. а) Нападението от 24 юли От 06:15 до 16:00 авионосните самолети непрекъснато нападат крайцера „Аоба“. В течение на деня нападения провеждат около 30 самолета „Груман“. Те достигат до едно пряко попадение в носовата част на кораба, освен това една бомба пада много близко до кърмовата част по левия борд в района на втория комин. Близко падналата до кораба бомба причинява следните разрушения: напълно са наводнени всички машинни и котелни отсеци №4, 5, 6 и 7. В 10:00 корабът губи плаваемост и ляга на грунта. б) Нападението от 28 юли Около 10 самолета „Груман“ атакуват крайцера сутринта, а след това и след пладне. Корабът получава четири преки попадения и се запалва. В 16:00 самолети Б-24 провеждат още едно нападение и постигат четири и повече преки попадения в кърмата, в резултат на което тя се отчупва. Корабът е напуснат вследствие на всичките тези повреди. | “ |

На 15 август Аоба за последен път е прекласифициран в резервен кораб, а на 20 ноември е изключен от списъците на флота. Корпусът на бившия крайцер още повече потъва под водата по време на тайфун на 18 септември 1945 г. Останките на Аоба са извадени и разкомплектовани за скрап в съседната корабостроителницата на компанията Харима Шипбилдинг (преди корабостроителница на флота в Куре) в периода 1946 – 47 г.

## Командири на кораба
Списък на командирите на кораба:
- Отани Широ 1 април 1927 – 15 ноември 1927
- Шигейоши Иноуе 15 ноември 1927 – 10 декември 1928
- Хигураши Тошиу 10 декември 1928 – 30 ноември 1929
- Катагири Еикичи 3011.1929 – 1 декември 1930
- Минеичи Кога 1 декември 1930 – 1 декември 1931
- Хошино Курайоши 1 декември 1931 – 15 ноември 1932
- Койке Широ 15 ноември 1932 – 15 ноември 1932
- Сугияма Рокудзо 15 ноември 1932 – 20 февруари 1934
- Гуничи Микава 20 февруари 1934 – 15 ноември 1934
- Гога Кейдзжиро 15 ноември 1934 – 15 ноември 1935
- Хираока Кумеичи 15 ноември 1935 – 15 ноември 1937
- Хиросе Суето 15 ноември 1937 – 15 ноември 1939
- Акияма Кацудзо 15 ноември 1939 – 1 ноември 1940
- Мори Томоичи 1 ноември 1940 – 25 юли 1941
- Хисамуне Соджиро 25 юли 1941 – 10 ноември 1942
- Араки Цутау 10 ноември 1942 – 31 декември 1942
- Тавара Йошиоки 31 декември 1942 – 24 февруари 1943
- Ямамори Каменоске 21 февруари 1943 – 1 юни 1944
- Ямадзуми Чусабуро 1 април 1944 – 1 януари 1945
- Мураяма Сейроку 1 януари 1945 – 20 ноември 1945

## Коментари
1. ↑  При влизането му в строй е класифициран като крайцер 1-ви клас (ито дзюнъйокан, по водоизместимост), от 1931 г. като клас A (ко-кю дзюнъйокан, с 8-дюймов главен калибър, т.е. тежък).
2. ↑  Терминът „дивизия“ най-често се споменава като превод на японската дума „сентай“ в този контекст.